# Monster High
Monster High è una linea di fashion doll, creata da Garrett Sander e messa in commercio da Mattel a partire dal 2010. La linea Monster High ha dato origine a un franchise multimediale composto da film e serie animate, che seguono le vicende dei figli adolescenti di mostri e creature mitologiche, ambientate nell'omonima scuola.
In seguito al lancio, la popolarità del franchise è cresciuta rapidamente e, nel 2013, il guadagno annuale è arrivato ad essere di oltre 500 milioni di dollari, battendo così anche la linea di bambole principale di Mattel, Barbie. A partire dall'anno seguente, le vendite hanno visto un progressivo calo che, nel 2016, ha spinto l'azienda di giocattoli statunitense a rilanciare completamente la linea, adottando una nuova estetica e dando vita a un nuovo universo immaginario. Tuttavia, a causa delle scarse vendite del reboot, le bambole Monster High sono state ritirate dal commercio nel 2018.
Tuttavia, nel 2021 Mattel afferma che il brand torna, con molte novità. Infatti oltre alle versione Skullector, escono varie linee del nuovo reboot, il quale domina le classifiche delle vendite di fashion doll su tutti gli Amazon.
Il media franchise di Monster High comprende serie televisive animate, film per la televisione, libri, videogiochi.

## Linea difashion doll
Le principali fashion doll della linea Monster High sono, insieme alle fashion doll della linea Barbie, tra le più vendute di sempre. Le prime versioni di tali fashion doll, create nel 2010, includono come personaggi principali Cleo De Nile, Clawdeen Wolf, Frankie Stein, Draculaura, Lagoona Blue e Ghoulia Yelps. Le fashion doll di questo marchio sono state soprannominate Goth Barbie.
Nel 2018 il marchio Monster High entra a far parte dei 5 marchi di giocattoli più potenti al mondo, posizionandosi al terzo posto. Nel 2019, nonostante non siano uscite nuove fashion doll dal 2018, è il quinto marchio di giocattoli più potente al mondo, superando anche la Barbie. La scelta di non realizzare nuove fashion doll a partire dal 2018 è dovuta alla forte crisi della Mattel, anche a causa delle forti vendite del marchio Frozen fabbricato da Hasbro.
Il 25 febbraio 2020 viene annunciato che la linea di fashion doll Monster High ha in progetto due fashion doll da collezione: queste fashion doll fanno parte della versione Skullector e sono uscite il 23 ottobre 2020 e sono ispirate al film It e alle gemelle del film Shining. A distanza di pochi secondi dall'inizio delle vendite, le fashion doll risultavano essere già sold out.
Nel 2022 sono uscite le prime versione delle nuova fashion doll Monster High della terza generazione, riscuotendo un enorme successo. Nel 2023 il successo di Monster High continua con l'uscita di altre linee di fashion doll con personaggi molto amati dai fan.
Ai personaggi delle fashion doll originali, create da Mattel, vengon affiancati anche altri personaggi, come ad esempio Mercoledì Addams che, protagonista della serie televisiva Mercoledì (2022), dove viene interpretata da Jenna Ortega, gode della versione fashion doll in stile Monster High, in più versioni: con l'abito classico di Mercoledì, con l'uniforme del collegno Nevermore Academy, nella variante in nero e grigio, e nel celebre abito nuziale nero che Mercoledì indossa durante la festa annuale tenuta nella Nevermore Academy, il Rave'n.

## Media franchise

### Televisione
Nel 2010 la linea di fashion foll ispirano una prima serie animata, Monster High, distribuita come webserie a partire dal maggio dello stesso anno sul canale YouTube ufficiale del franchise, per poi essere doppiata in italiano nel settembre successivo. La serie, composta da brevi episodi di un paio di minuti, prosegue per 6 stagioni, dal 2010 al 2015, per un totale di 170 episodi.
Nello stesso anno, alla serie televisiva, viene affiancata anche una serie di film di animazione distribuita prevalentemente nel circuito televisivo o direct-to-video e viene prodotta da Mattel in collaborazione con la Universal Pictures, che detiene i diritti sui suoi celebri mostri del cinema che hanno ispirato la linea di fashion doll. Il primo film di questa serie è Monster High: New Ghoul @ School, 2010), diretto da Steve Sacks e Mike Fetterly, che racconta le avventure di Frankie Stein durante la sua prima settimana alla Monster High.
Tra il 2017 e il 2018 viene distribuita la miniserie televisiva Monster High: Adventures of the Ghoul Squad, diretta da Dan Fraga e Villads Spangsberg. La miniserie vede protagoniste Draculaura, Frankie, Clawdeen e le loro "mostramiche", che formano la Ghoul Squad e che viaggiando in luoghi esostici, risolvono misteri e salvano mostri che si nascondono dal mondo. La miniserie si conclude con l'episodio in quattro parti Howliday Edition. Le puntate della miniserie raggiungono gli oltre 5 milioni di visualizzazioni.
Il 6 ottobre 2022 viene trasmesso dall'emittente televisiva statunitense Nickelodeon il film live action,  Monster High (Monster High: The Movie), diretto da Todd Holland. Il film vede protagonista il personaggio di Clawdeen Wolf, invitata a far parte del collegio per mostri Monster High dove fa amicizia con Frankie Stein e Draculaura che la aiuteranno a trovare la formula di Hyde. Nel 2023 viene trasmesso il seguito, Monster High 2, anch'esso diretto da Todd Holland, che vede nuovamente protagonista Clawdeen Wolf, questa volta alle prese con nuove avventure all'interno del Monster High. Nel 2024 la Mattel, in collaborazione con la Universal Pictures e il produttore premio Oscar Akiva Goldsman, inizia la preproduzione del terzo film della serie, Monster High 3. Successivamente, tuttavia, la Universal ne annuncia la cancellazione, decisa a proseguire con il franchise in versione cinematografica e non più televisiva.
Dal 6 ottobre 2022 va in onda anche la nuova serie animata in CGI Monster High. La serie viene annunciata a febbraio 2021 come parte del secondo reboot del franchise e, a settembre 2022, ne viene resa pubblica la data di uscita.

### Cinema
Nel 2016 viene distribuito nelle sale cinematografiche statunitensi, a partire dal 27 agosto,  il film Benvenuti alla Monster High (Monster High: Welcome to Monster High). Diretto da Steve Sacks e Mike Fetterly e prodotto dalla Mattel in collaborazione con la Universal Pictures, Benvenuti alla Monster High ruota attorno alla storia di Draculaura, la figlia di Dracula, che, insieme con le sue migliori "mostramiche", vuole realizzare il suo sogno di una scuola in cui tutti possano sentirsi accettati per come sono.

### Social media
La linea Monster High, così come molte linee di giocattoli della Mattel è presente su alcuni social network. Nel giugno 2020 il canale ufficiale di Mosnter High su YouTube raggiunge il traguardo di 2.000.000 di iscritti, nel marzo 2021 il profilo su Instagram raggiunge gli oltre 491.000 di followers, il profilo su Twitter raggiunge gli 89.000 followers e la pagina di Facebook è seguita da più di 1.900.000 di persone.

## Personaggi
- Frankie Stein - Frankie Stein è figlia del mostro di Frankenstein e della sua sposa, nonché protagonista della serie. All'inizio della serie ha solo 15 giorni, (il che la rende la studentessa più giovane di tutta la Monster High). Può essere maldestra, ma è dolce, gentile e molto vicina ai suoi amici. Sembra avere una cotta per Jackson Jekyll, nonché figlio del dottor Jekyll. Ha un cane di nome Watzit molto simile a lei. Le sue migliori amiche sono Draculaura e Clawdeen Wolf. Doppiata in italiano da Eleonora Reti.(stagione 1)e da Gemma Donati (dalla stagione 2)
- Clawdeen Wolf - Clawdeen Wolf è la figlia del Lupo mannaro. È una promettente stilista e indossa sempre capi all'ultima moda. Un po' lunatica ma molto leale, antepone l'amicizia ad ogni cosa. Proviene da una famiglia numerosa, infatti ha tre fratelli: Clawd, Clawdia e Howleen. Le sue migliori amiche sono Frankie e Draculaura. Doppiata in italiano da Domitilla D'Amico (stagione 1)e da Marzia dal Fabbro (dalla stagione 2)
- Cleo de Nile - È la figlia della Mummia Egiziana. È la regina delle Monster High e il capitano della squadra delle terrorleaders, è la studentessa più popolare della Monster High, è elegante e raffinata, ha un carattere prepotente e molto pieno di sé, ma nonostante ciò aiuta sempre chi ne ha bisogno, e vuole molto bene alle sue amiche. È fidanzata con Deuce Gorgon, ed ha paura del buio perché le ricorda i tempi del sarcofago. Ha una sorella maggiore, Nefera de Nile, con cui non va d'accordo. Possiede un cobra di nome Hissette. Frankie ci ha messo un pò per conquistarla, ma alla fine sono diventate buone amiche. La sua migliore amica, e assistente è Ghoulia Yelps. Doppiata in italiano da Debora Magnaghi (stagione 1)e da Emilia Costa(dalla stagione 2)
- Draculaura - Draculaura è la figlia adottiva del Conte Dracula. Pur essendo un vampiro è vegetariana, non beve il sangue, anzi si sente male solo a sentirlo nominare. Si prende una cotta per Clawd, il fratello maggiore di Clawdeen Wolf. Anch'egli si innamora della vampira e i due si fidanzano. È la migliore amica di Frankie e Clawdeen. Ha 1600 anni. Doppiata in italiano da Chiara Gioncardi.
- Lagoona Blue - Lagoona Blue è figlia del Mostro Marino. Molto altruista e gentile, è innamorata di Gil Webber, un mostro di acqua dolce, i cui genitori non approvano la loro relazione. Adora tutte le creature marine e non sopporta che venga fatto loro del male. È australiana. Doppiata in italiano da Veronica Puccio.
- Ghoulia Yelps  - Ghoulia Yelps è la figlia dello zombie. È molto intelligente e gentile, ma si esprime solo tramite gemiti e lamenti, soltanto i mostri capiscono quello che dice. È la migliore amica di Cleo, a cui fa anche da assistente. È nata il 25 luglio.Doppiato in italiano da Yukiko Takaguchi.
- Deuce Gorgon - Deuce Gorgon è figlio di Medusa, nonché fidanzato di Cleo, la quale è molto gelosa di lui. È amichevole e disponibile con tutti. Doppiato in italiano da Daniele Raffaeli.
- Toralei Stripe - È una gatta mannara molto furba, subdola, intelligente, affascinante, maliziosa, vanesia, bisbetica, assetata di vendetta ed estremamente dispettosa, con tanto di amiche al seguito. Dotata di un forte accento francese, ella è fin troppo sicura di sé perciò tende a criticare gli altri mostramici, che si diverte a infastidire con scherzi spesso di cattivo gusto finendo, a sua volta nei guai. Questo non vuol dire che lasci che i bulli la passino liscia: difende sempre la vittima. In certe occasioni ha anche dato prova di grande lealtà e spirito di squadra, nonostante affermi che lavorare in gruppo non faccia per lei. Possiede agilità e velocità sovrumane e sa ballare molto bene, ma non se la cava altrettanto bene con il canto. La sua materia preferita è la recitazione. Doppiata in italiano da Emanuela Damasio.
- Melowdy e Purrsephone - Sono sorelle gemelle, figlie del gatto mannaro e sono le migliori amiche di Toralei. Non le si sente mai parlare e di loro si sa poco e niente. Semplicemente assistono Toralei nei suoi intrighi.
- Nefera De Nile - È la figlia della mummia vivente e sorella maggiore di Cleo. Arrogante ed egoista, ama umiliare gli altri per sentirsi superiore a loro, soprattutto sua sorella. Doppiata in italiano da Rachele Paolelli.
- Clawd Wolf -  È il figlio del Lupo Mannaro e fratello di Clawdeen, Clawdia e Howleen. È l'unico figlio maschio della famiglia Wolf adora il calcio e il basket, è impegnato con lo sport e lo studio, ma trova sempre il tempo per la sua ragazza Draculaura. Doppiato in italiano da Gabriele Lopez.
- Howleen Wolf - È la figlia del Lupo mannaro e la sorella più piccola di Clawdeen, Clawdia e Clawd. È la protagonista del film Monster High - I 13 desideri, nel film cambia anche look, i suoi fratelli maggiori la trattano come una bambina, cosa che la fa arrabbiare. Vuole essere popolare, ma poi capisce che per farsi piacere dalla gente deve essere se stessa. Doppiata in italiano da Virginia Brunetti.
- Heath Burns - È il figlio di due Elementali del Fuoco la cui testa prende fuoco quando diventa eccitato o si schiaccia su qualcuno. È il cugino di Jackson Jekyll. Ha un pò l'aria da dongiovanni, anche se molte ragazze lo trovano fastidioso. È vanesio e superficiale, ma di buon cuore, ci prova con molte ragazze, ma in particolare con Abbey per la quale ha una cotta ricambiata, per un breve periodo Draculaura era innamorata di lui. Doppiato in italiano da Stefano De Filippis.
- Twyla - È la figlia dell'Uomo nero ed è la migliore amica di Howleen. Non ama stare al centro dell'attenzione, ma imparerà col tempo a sciogliersi un pò. Doppiata in italiano da Monica Bertolotti.
- Abbey Bominable - È la figlia dello Yeti. Forte e caparbia, a volte manca di tatto e può sembrare un po' fredda per cui non è facile fare amicizia con lei, ma entrandoci in confidenza si scopre un animo tenero e gentile. All'inizio ha avuto una rivalità con C.A. Cupid, ma mettendo le loro differenze da parte, alla fine sono diventate amiche. Ha una cotta ricambiata per Heath, lo trova divertente. Doppiata in italiano da Daniela Abbruzzese.
- Operetta - È la figlia del Fantasma dell'Opera e ama la musica rock. Indossa una maschera proprio come suo padre e veste Rockabilly. Se canta dal vivo, (come nella leggenda del fantasma) la sua voce è atroce da ascoltare, ma se registrata è armoniosa, è molto orgogliosa e non si fa mettere i piedi in testa da nessuno, ma sa fare gioco di squadra, e si preoccupa per i suoi amici. È fidanzata con Johnny Spirit. Passa molto tempo nelle catacombe. Doppiata in italiano da Elena Perino.
- Spectra Vondergeist - È la figlia dei fantasmi, trasferitasi alla Monster High dalla Haunted High. È uno spirito molto curioso e affamato di notizie, infatti ha creato un sito di notizie chiamato La gazzetta dell'aldilà. Nel film Monster High - S.O.S fantasmi si scopre che frenquentava l'accademia di fantasmi, nella quale torna brevemente per salvare tutti i fantasmi e si innamorerà di Porter Geiss. Doppiata in italiano da Paola Valentini.
- Catty Noir - È la figlia del gatto nero mannaro. È una celebre pop star che vorrebbe dividere la sua vita da scuola e carriera musicale. Il 13 è il suo numero fortunato. Nel film Monster High - Bù York, Bù York si innamora, contraccambiata, di Pharaoh.Doppiato in italiano da Giulia Franzoso
- Astranova - È la figlia degli alieni della cometa. Compare nel film Monster High - Bù York, Bù York. Lei conosce Apple White e Raven Queen della Ever After High.
- Elissabat - È la figlia di un vampiro e regina dei vampiri. Vive sotto le spoglie di Veronica Von Vamp, una famosa attrice di Hauntlywood nel film Monster High - Ciak, si grida!.
- Honey Swamp - È la figlia del Mostro della Palude dell'Isola di Miele, ha 115 anni e fa la fotografa.
- Viperine Gorgon - È la figlia di Steno, una delle tre gorgoni. È la cugina di Deuce Gorgon. Ha una grande passione per il make-up e odia i trucchi di scarsa qualità, dichiarando appassionatamente che piuttosto preferisce usare i colori a dito.
- Clawdia Wolf - È la figlia del Lupo mannaro è la sorella maggiore di Clawdeen, Clawd e Howleen. Fa la scrittrice.
- Venus McFlytrap - È la figlia della Pianta carnivora. Lei è ecologista e adora le piante e i fiori. Doppiata in italiano da Maura Cenciarelli.
- Scarah Screams  - È la figlia di una Banshee. È una veggente che legge nel pensiero (cosa che avvolte le crea problemi) e vede nel futuro; in un episodio si fidanza con InvisiBilly.
- Robecca Steam - È la figlia robot di uno scienziato pazzo. Ha 116 anni. È una ragazza all'antica, siccome è rimasta spenta per 100 anni, e sta cercando di addattarsi al mondo moderno. È la migliore amica di Rochelle. Doppiata da Erica Necci.
- Rochelle Goyle - È la figlia dei Gargoyle, trasferitasi da Scaris. È molto responsabile, ma anche sensibile. Nel film Monster High: Scaris, City of Frights rincontra il suo fidanzato, anch'esso gargoyle, Garrot DuRoque. È la migliore amica di Robecca. Ha 415 anni.
- Gigi Grant - È la figlia del Genio della Lampada. Viene introdotta nel film Monster High - I 13 desideri. Doppiata da Katia Sorrentino nei film ed Elena Perino nella serie.
- Chariclo Arganthone Cupid o "C.A. Cupid"- È la figlia adottiva di Eros, dio dell'amore. Eros la trovò sulla soglia dell'Olimpo ancora neonata e decise di crescerla come sua figlia, donandole un paio d'ali, e insengnadole tutto sul mestiere di messaggero dell'amore. Non conosce le sue radici biologiche o le ragioni per cui è stata lasciata sulla soglia di casa, ma la sua dedizione al suo ruolo di messaggero d'amore la distrae da queste incertezze. Essendo terribile con qualsiasi tipo di arco, Cupid ha abbandonato le frecce e installato una stazione radio per ospitare il suo show di consigli d'amore. Ha avuto una leggera rivalità con Abbey Bominable, ma in seguito sono diventate amiche, Cupid non è più una studentessa della Monster High, ma si è iscritta alla Ever After High, per questo la sua presenza nella serie è molto breve. Non si sa che tipo di mostro sia ma è speculato che lei sia un raro esemplare di elementale delle ossa, considerando che le sue ali sono una gabbia toracica. Doppiata in italiano da Giulia Tarquini.
- Jackson Jekyll - È il figlio del Dottor Jekyll. A causa del lignaggio del padre ha un alter ego mostruoso di nome Holt Hyde. Jackson non desiderava essere un mostro fino a quando non ha scoperto il suo alter ego con cui ora combatte. Credendo di essere completamente umano per gran parte della sua vita, è cresciuto tra i mostri in un mondo in cui i due gruppi si disinteressano reciprocamente, facendolo essere cauto e timido ma non facilmente intimidito. Oltre a essere attento e gentile, Jackson è uno scienziato e uno dei migliori studenti di Monster High. Ha una cotta ricambiata per Frankie. È il cugino di Heath.
- Holt Hyde - È il figlio di Mister Hyde. A causa del fatto che suo padre è della stirpe Jekyll / Hyde, ha un alter ego umano chiamato Jackson Jekyll. Holt stesso è un misto tra la condizione di Hyde e un elementale del fuoco, che lo rende molto più disposto a infrangere le regole e a sottrarsi alle responsabilità rispetto alla sua controparte. Lui e Jackson non vanno molto d'accordo per questo, ma si preoccupano l'uno dell'altro. Holt è un DJ entusiasta e popolare nei pressi di New Salem e viene spesso invitato a prendersi cura della musica quando i suoi compagni di studi hanno una festa e, per queste occasioni, il suo nome è DJ Hyde.
- Jinafire Long - È la figlia di un dragone cinese. Nata e cresciuta a Fanghai, in Cina, con i suoi sette fratelli maggiori, Jinafire ha scelto di farcela da sola per un cambiamento. Ha iniziato da sola dopo aver stretto amicizia con Clawdeen Wolf e Skelita Calaveras (che in seguito diventano le sue migliori amiche) a Scaris e poi decise di trasferirsi alla Monster High per prendere lezioni con entrambe. Doppiata da Maura Cenciarelli nella serie.
- Skelita Calaveras - È la figlia di uno scheletro. Skelita è nata e cresciuta a Campasuchill, Messico in una famiglia calda e solidale, ha scelto di rischiare e di lasciare. Ha iniziato da sola dopo aver stretto amicizia con Clawdeen Wolf e Jinafire Long a Scaris e si è recata alla Monster High per condividere lezioni con entrambe. Ora ha adottato il modo di vivere delle scuole superiori a Monster High, ed è anche la guardiana ufficiale dei cimiteri.
- Wydowna Spider - Detta anche Webarella, è la figlia di Aracne. Non appare molto.
- Iris Clops - È la figlia dei Ciclopi ed è la fidanzata di Manny Taur.
- Johnny Spirit - È un fantasma, è stato condannato a 3.000 anni di punizione nei sotterranei della scuola, per poi essere liberato, per questo ha la reputazione del cattivo ragazzo, ma col tempo comincerà ad essere più malleabile, si fidanza con Operetta.
- Manny Taur - È il figlio del Minotauro ed è fidanzato con Iris Clops. Stranamente non è esperto di labirinti. Heath è il suo migliore amico, Manny eè un pò un bullo, ma mettendosi con Iris diventerà più gentile.
- Catrine Demew - Figlia del gatto mannaro, è un'artista e appare per la prima volta in Monster High: Scaris, City of Frights. Molto sensibile e solidale, arriva alla Monster High piena di speranze e vuole essere accettata dagli altri studenti, cosa che accadrà, infatti viene accolta con molto affetto.
- Marisol Coxi - È la figlia del bigfoot sudamericano infatti dal suo nome si capisce che é peruviana di Monster Picchu. Appare per la prima volta in Erasmus da paura. Lei e Abbey sono cugine di 2º grado.
- Ari Hauntington - Ari è figlia dei fantasmi, e sostituisce Spectra nella serie del 2017. Adora gli abiti Bohemian ed ha i capelli viola e la pelle bianca traslucida.
- Casta Fierce - È una strega, figlia della maga Circe. È la cantante di un famoso gruppo pop conosciuta come "Casta and the Spells". Ha ereditato dalla madre il potere di trasformare gli altri in animali, infatti quando sbaglia le parole o le note delle sue canzoni, trasforma involontariamente una persona del pubblico in animale. Conosce Catty Noir.
- Avea Trotter - Avea Trotter è un mostro ibrido, nata da padre Centauro e madre Arpia. Un ghoul volitivo e irascibile, non prende alla leggera gli insulti nei suoi confronti e nei suoi amici. È apparsa per la prima volta in Fusioni Mostruose.
- Bonita Femur - È un mostro ibrido, nato da un padre Uomo falena e una madre Scheletro. Di carattere dolce e gentile, ha la tendenza a innervosirsi e mastica i vestiti, di solito i suoi, per calmarsi. È apparsa per la prima volta in Fusioni Mostruose.
- Sirena Von Boo - È un mostro ibrido, nata da un padre fantasma e una madre sirena. Tende molto a sognare ad occhi aperti e di solito si abbandona ai suoi passatempi preferiti: esplorare l'oceano e trovare oggetti d'antiquariato.
- Nighthan Rot -  Neighthan Rot è un mostro ibrido, nato da padre Zombie e madre Unicorno. Nonostante sia incredibilmente goffo e incline a cadere, sorride sempre ed è incredibilmente amichevole con gli altri.
- Jane Boolittle - È un mostro misterioso che ha vissuto nella giungla per gran parte della sua vita, allevata dal padre scienziato, il dottor Boolittle. Possiede la capacità di parlare con gli animali e, grazie alla sua educazione, trova più facile parlare con loro invece che con altre persone.
- Kala Mer'ri - È la figlia del kraken che vive nella Grande Barriera Corallina. Forte e schietta, si sforza di essere al centro dell'attenzione e non disdegna di insultare e spingere gli altri in giro per ottenere ciò che vuole.
- Peri e Pearl Serpentine - Sono sorelle siamesi, figlie dell'idra. Nonostante condividano lo stesso corpo, i due sono molto diversi tra loro, il che spesso sfocia in litigi tra i due.
- Posea Reef - È la figlia di Poseidone. Una dea in formazione, ha a cuore tutte le creature dell'oceano e farà di tutto per aiutarle.
- Kiyomi Haunterly - È una studentessa della Haunted High. È una Noppera-Bo (un fantasma senza volto), che è in grado di cambiare colore in base alle sue emozioni.
- River Styxx - È la figlia della Triste Mietitrice e una studentessa della Haunted High. A differenza del suo morboso padre, ama i colori vivaci, le caramelle e le feste.
- Vandala Doubloons - È la figlia di un pirata fantasma e una studentessa della Haunted High. Aspira a diventare una grande avventuriera ed esploratrice. Nonostante sia una piratessa, ha la tendenza a soffrire il mal di mare. Porta sempre con sé un calamaretto fantasma di nome Hi-Hi.
- Porter Geiss - È uno studente della Haunted High. È un poltergeist che ama dipingere e quando l'ispirazione lo colpisce usa la vernice spray per dipingere sulla superficie bianca più vicina che riesce a trovare. È innamorato di Spectra Vondergeist.
- Lorna McNessie - È la figlia del mostro di Loch Ness. Una studentessa di scambio di Rotland, in visita a Monster High nell'ambito di un programma di scambio. A differenza di suo padre, che odia che gli vengano fatte delle foto, ama apparire nelle foto e di solito fotografa le foto di altre persone.
- Elle Eedee - È un robot ad alta tecnologia che vive a Boo York (parodia di New York City). Ama la musica e spesso scende in strada per eseguire le sue canzoni con la sua console olografica da DJ. Appare nello speciale televisivo Boo York, Boo York.
- Luna Mothews - È una donna falena che aspira a diventare un'artista sul palco di Bloodway (parodia di Broadway). Per realizzare il suo sogno, si è trasferita dalla sua casa a Boo Jersey a Bù York. Doppiata in italiano da Eva Padoan.
- Mouscedes King - È la figlia del Re dei Ratti. Si considera una reale di Boo York e ama usare la ricchezza della sua famiglia per godersi le cose belle della vita. Appare nello speciale televisivo Boo York, Boo York.
- Seth Ptolemy - È una mummia vivente, figlio ed erede della famiglia Ptolemy, la dinastia più potente di Boo York. All'insaputa della sua famiglia, ha una passione segreta per la musica, in particolare la musica Rap. È innamorato di Catty Noir. Doppiato in italiano da Alex Polidori.

## Filmografia

### Film di animazione
- Monster High: New Ghoul at School, regia di Steve Sacks e Mike Fetterly - film TV (2010)
- Monster High: Fright On!, regia di Victor Dal Chele, Alfred Gimeno e Audu Paden - film TV (2011)
- Monster High - Perché gli spiriti si innamorano? (Monster High: Why Do Ghouls Fall in Love?), regia di Dustin Mckenzie, Steve Sacks, Andrew Duncan e Audu Paden - film TV (2012)
- Monster High: Escape from Skull Shores, regia di Steve Ball e Andrew Duncan - film TV (2012)
- Monster High - Le paure del venerdì sera (Monster High: Friday Night Frights), regia di Dustin Mckenzie, Andrew Duncan e Audu Paden - cortometraggio direct-to-video (2012)
- Monster High - Una festa mostruosa (Monster High: Ghouls Rule), regia di Steve Sacks e Mike Fetterly - film TV (2012)
- Monster High: Scaris, City of Frights , regia di Dustin Mckenzie, Andrew Duncan e Audu Paden - film TV (2013)
- Monster High - I 13 desideri (Monster High: 13 Wishes), regia di Steve Sacks, Andrew Duncan e Audu Paden - film TV (2013)
- Monster High - Ciak, si grida! (Monster High: Frights, Camera, Action!), regia di William Lau e Sylvain Blais - film TV (2014)
- Monster High - Fusioni mostruose (Monster High: Freaky Fusion), regia di William Lau e Sylvain Blais - film TV (2014)
- Monster High - S.O.S Fantasmi (Monster High: Haunted), regia di Dan Fraga e William Lau - film TV (2014)
- Monster High - Bù York, Bù York (Monster High: Boo York, Boo York), regia di William Lau e Dan Fraga - direct-to-video (2015)
- Monster High - Tuffo negli abissi (Monster High: Great Scarrier Reef), regia di William Lau e Jun Falkenstein - direct-to-video (2016)
- Benvenuti alla Monster High (Welcome to Monster High), regia di Stephen Donnelly, Olly Reid e Jun Falkenstein (2016)
- Monster High - Elettrizzante (Monster High: Electrified), regia di Jun Falkenstein e Avgousta Zourelidi - film TV (2017)

### Filmlive-action
- Monster High (Monster High: The Movie), regia di Todd Holland (2022)[15]
- Monster High 2 (Monster High: The Movie 2), regia di Todd Holland (2023)

### Serie e miniserie televisive animate
- Monster High - serie animata (2010-2015)
- Monster High: Adventures of the Ghoul Squad, regia di Dan Fraga e Villads Spangsberg - miniserie animata (2017-2018)
- Monster High - serie animata (2022-2024)